# Theodor Kleinschmidt

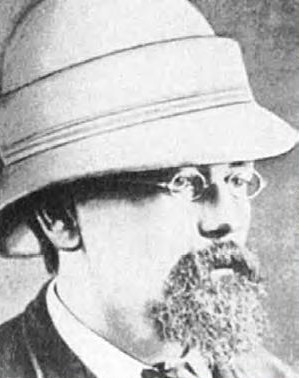
Theodor Kleinschmidt

Johann Theodor Kleinschmidt (* 6. März 1834 in Wolfhagen; † 10. April 1881 auf der Insel Utuan (Duke-of-York-Gruppe) im Neubritannienarchipel, heute: Bismarck-Archipel) war Kaufmann, Reisender und Naturforscher.

## Leben

### Kindheit, Jugend und Ausbildung
Unmittelbar nach Geburt Theodor Kleinschmidts verzog die Familie nach Kassel, wo Kleinschmidt im folgenden die Realschule besuchte. Nach Abschluss erhielt er eine Stelle im Kontrollbüro der Main-Weserbahn, nahm parallel aber Zeichenstunden an der Akademie der Freien Künste. Trotz einer außergewöhnlichen Begabung ließ die Finanzlage der Familie eine künstlerische Laufbahn nicht zu. Zur Vorbereitung einer Seemannskarriere reiste Kleinschmidt 1856 nach Bremen und fuhr im folgenden Jahr auf der Bark Corolian nach New York. Als Leichtmatrose kam er erstmals nach Ostindien.

### Kaufmännische Tätigkeit und Teilnahme am Sezessionskrieg
Nachdem Kleinschmidt wegen zunehmender Kurzsichtigkeit seine nautische Ausbildung hatte abbrechen müssen, trat er in St. Louis (Missouri) in einen Kaufmannsbetrieb ein. Hier stieg er binnen kurzem vom Buchhalter zum Prokuristen und schließlich zum Geschäftsführer auf. 1861 erhielt er die US-amerikanische Staatsbürgerschaft. Zur Teilnahme am Sezessionskrieg meldete Kleinschmidt sich am 17. September 1862 freiwillig beim 11. Infanterie-Regiment der Enrolled Missouri Militia (Einheit der Union). Im Juni/Juli 1863 und im September/Oktober 1864 nahm er aktiv am Kriegsgeschehen teil. Nach einer Reihe von Beförderungen wurde er zuletzt am 3. Oktober 1864 in den Rang des Majors und Brigaden-Quartiermeisters der 3. Brigade erhoben. Nach einer kaufmännischen Tätigkeit in San Francisco siedelten Kleinschmidt und seine Frau um 1872 nach Melbourne über. Da sich hier geschäftliche Hoffnungen nicht erfüllten, nahm Kleinschmidt im Folgejahr eine Stelle auf den Viti-Inseln (Fidschi) an. Von der britischen Kolonialverwaltung erwarb er sowohl Land als auch einen Fuhrpark, wurde aber durch den „Baumwoll- und Viti-Krach“ (1875) finanziell geschädigt. Bis zum Angebot des Hamburger Museums Godeffroy, auf der Inselgruppe einen Sammelauftrag wahrzunehmen, verblieb Kleinschmidt beinahe mittellos.

### Frühe Forschungsreisen für das Museum Godeffroy

Der Tui Nadrau im feinsten Tapa-Kleid Ein Klassiker der polynesischen Kostümkunde. Bleistiftzeichnung von Theodor Kleinschmidt (Oktober 1877)

Von Naikorokoro auf Ovalau unternahm Kleinschmidt im März 1876 eine erste Exkursion an die Ostküste Viti Levus. Im heutigen Distrikt Verata der Tailevu-Provinz landete er bei Naloto (Nalotte). Den Waindalithi-Fluss (Waindalidi) fuhr er rund 50 km aufwärts bis zum Verata-Dorf Bulu, das er zum Ausgangspunkt für kleinere Streifzüge nahm. Im Mai besuchte Kleinschmidt das nördlich gelegene Vanua Levu mit den heißen Quellen bei Savusavu. Im Juli folgte eine Überfahrt zur Insel Kadavu (Kandavu, südlich von Suva), wo Kleinschmidt am 28. den Mount Buke Levu (Mount Washington, 838 m. ü. M.) bestieg. Von der Nordküste durchquerte er im August die Kadavu-Passage und segelte zur Insel Vatulele, von deren Fauna er eine rote Krebsart beschrieb. Auf der Rückreise nach Naikorokoro machte Kleinschmidt einen Abstecher zur Insel Yanuda in der Lagune von Beqa (Mbenga). Abschließend durchfuhr er die Beqa Strait.
Aufzeichnungen Kleinschmidts über seine botanischen Sammlungen und ethnographischen Beobachtungen während der Exkursion erschienen im Journal des Museum Godeffroy. Einer nachfolgenden Reise (1877/78) verdanken sich Kleinschmidts ethnographische Notizen über die Bergbewohner Viti Levus.

### Übersiedelung in den Neubritannienarchipel

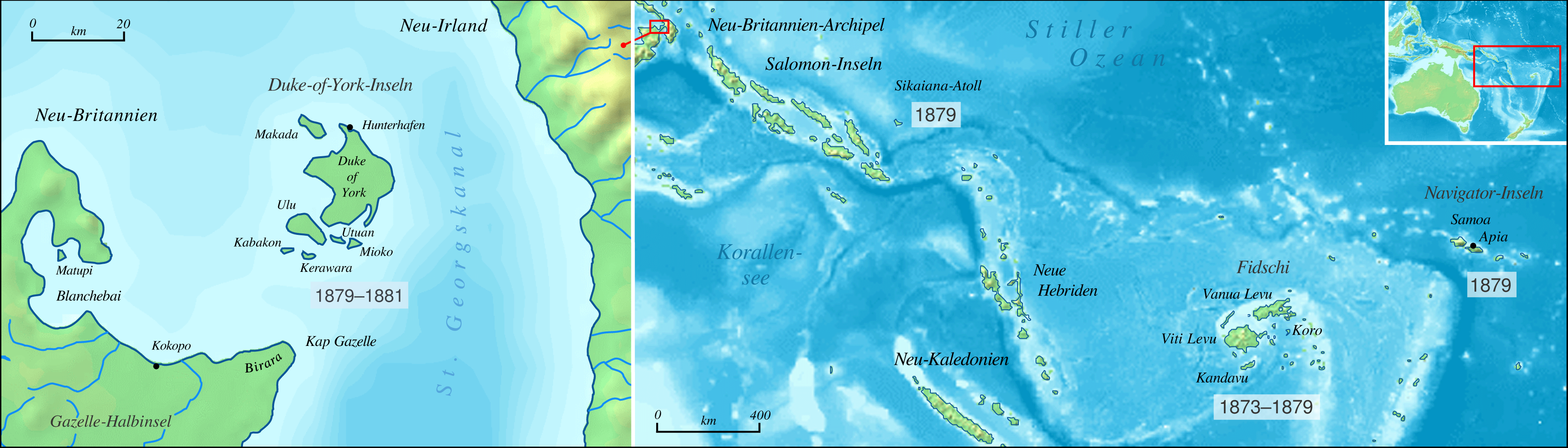
Theodor Kleinschmidt, Aufenthalte im Pazifik 1873–1881, zeitgenössische Benennungen

Nach knapp siebenjährigem Aufenthalt auf Fidschi verzog das Ehepaar Kleinschmidt nach Samoa. In den Wochen zuvor konzentrierte Kleinschmidt seine Sammeltätigkeit noch auf die Fidschi-Insel Koro, wo er und seine Frau als Nachbarn des Missionslehrers Abroso (s. u.) gelebt hatten. Nach Ankunft in Apia mit dem Schoner Daphne am 19. Januar 1879 setzte Kleinschmidt zu einer Exkursion zu den Navigatorinseln an. Bald darauf erhielt er von der Samoa-Hauptniederlassung von Godeffroy & Sohn die Anweisung, auf die Duke-of-York-Inseln zu wechseln. In Fortsetzung der Tätigkeit des verstorbenen Naturforschers Franz Hübner sollte Kleinschmidt nun für das Museum Godeffroy den Neubritannienarchipel, die Salomonen und die Neuen Hebriden bereisen und auch zu diesen Inselgebieten naturwissenschaftliche und ethnographische Sammlungen anlegen. Auf der Überfahrt besuchte Kleinschmidt am 11. und 13. März 1879 das Sikaiana-Atoll (Salomoninseln) und verfasste darüber einen ersten Bericht.
In der Duke-of-York-Gruppe erwarb Kleinschmidt im Juni/Juli 1879 (?) auf der Insel Kabakon ein Grundstück, auf dem er für seine Arbeit einen Stützpunkt errichtete. Nach dem gewaltsamen Tod des Godeffroy’schen Stationsvorstehers Georg Christoph Levison sah er die Lage aber als zu gespannt an, um mit Forschungsfahrten zu beginnen.
Im September reisten Kleinschmidt und seine Frau vorübergehend nach Australien. Männern der Insel Utuan, die den Grundbesitz auf Kabakon veräußert hatten, erlaubte Kleinschmidt zuvor, während seiner Abwesenheit auf einer Pflanzung zu ernten und so sein Eigentum für ihn zu „wahren“. Zur Absicherung der Ansprüche gab Kleinschmidt auch an den Missionslehrer Abroso, der mittlerweile bei der Wesleyanischen Mission auf den Duke-of-York-Inseln angestellt war, den Auftrag, nach seiner „Insel zu sehen“. Laut Jakob Anderhandt führte diese „doppelte Absprache“ bei Abroso und den Männern von Utuan zu Konflikten, die nach Kleinschmidts Wiederankunft die Voraussetzung für seine wachsenden Spannungen mit den Einheimischen bildeten und langfristig den Anlass für seinen Tod.

### Rückkehr auf die Duke-of-York-Inseln
Zum Ende seines Aufenthalts in Australien traf das Ehepaar Kleinschmidt im queensländischen Cooktown auf den Südseekaufmann Eduard Hernsheim, der ihnen auf dem Dampfer Pacific eine Passage nach Hunterhafen (Duke-of-York-Insel) bot. Hier ging das Paar Ende Dezember 1879 von Bord.
In den folgenden Tagen erfuhr Kleinschmidt von Auseinandersetzungen, die sich während seiner Abwesenheit zwischen Abroso, dessen Frau Karolani und Männern von Utuan ereignet hatten. Abroso und seine Frau hatten bei Fahrten nach Kabakon vor der Insel Fischernetze aufgespannt; die Utuan-Leute warfen ihnen vor, „zu stehlen“. Umgekehrt hatte die Erntemannschaft der Utuan-Leute neben Kleinschmidts Pflanzung ein Hüttendorf errichtet, um die tägliche Bootsfahrt zu sparen. Für Abroso wurde dadurch die Erlaubnis Kleinschmidts, die Pflanzung zur Ernte zu nutzen, überdehnt. Mitte Dezember waren er und Karolani in die Siedlung einmarschiert und hatten – angeblich zur Verteidigung von Kleinschmidts Besitz – mehrere Hütten niedergebrannt. Von Rev. Benjamin Danks als Abrosos Vorgesetztem war die Aktion verurteilt worden. Kleinschmidt hingegen nahm nach Wiederankunft den früheren Nachbarn in Schutz: Die Brandschatzung auf Kabakon, argumentierte er, wäre „völlig zu Recht“ geschehen, denn „[h]ätte [Abroso es] nicht getan, hätten [die Utuan-Leute] womöglich bald ein ganzes Dorf auf der Insel gebaut, um einen neuen Anspruch auf sie zu begründen!“ Dem folgte ein Federkrieg zwischen Danks und Kleinschmidt sowie der faktische Ausschluss Abrosos aus der Mission (Suspendierung vom Dienst).

### Wachsende Spannungen mit Einheimischen und Neusiedlern
Im Gegenzug zur Ernteerlaubnis hatten die Utuan-Männer Kleinschmidt zugesagt, ihm nach der Rückkehr mit Rudermannschaften für Exkursionen auszuhelfen. Infolge der neuen Spannungen wurde das Versprechen nur zögernd eingelöst. Mit der ausweichenden Erklärung, Kleinschmidt habe ja seinerzeit „nur den Grund und Boden und nicht den Busch, Wald etc. etc. darauf gekauft“, machten die Utuan-Leute laut Anderhandt „unschlagbar diplomatisch“ klar, dass der Naturforscher zunächst einen Teil seiner wohlerworbenen Ansprüche auf Kabakon wieder aufgeben müsste, um „guten Willen zu zeigen und zu demonstrieren, dass er es damals, vor seiner Abreise, mit seiner Zusage an die Männer von Utuan, von seiner Pflanzung ernten zu dürfen, doch ernst gemeint hatte.“ Aus Mangel an Feinsinn und Einfühlungsvermögen wäre Kleinschmidt auf solche Einigungsvorschläge aber nicht eingegangen.
Nach einem vergeblichen Versuch im Mai des Jahres, auf der Nachbarinsel Kerawara eine Bootsmannschaft anzuheuern, brannte Kleinschmidt deren bestes Haus nieder. (Auch Kerawara-Leute hatten von der Pflanzung auf Kabakon geerntet, und einige Insulaner hatten auf mehreren Eilanden der Gruppe einen Wohnsitz.) Mit fünf quasi gekidnappten Männern, die ihm nach der Brandlegung widerstrebend folgten, fuhr Kleinschmidt im Juni des Jahres die südliche Blanchebucht ab (Gazelle-Halbinsel).
Im Folgemonat zwangen ihn finanzielle Schwierigkeiten, bei der im Archipel ansässigen Handelsfirma Hernsheim & Co einen Kredit aufzunehmen und sich bei Thomas Farrell, dem Geschäftsleiter der Deutschen Handels- und Plantagengesellschaft auf Mioko, als Agent für Landkäufe zu verdingen. In dieser Tätigkeit erwarb Kleinschmidt bis zur Jahresmitte 1880 mehrfach Strecken, auf die andere Europäer bereits Besitztitel hielten. Laut mündlichem Bericht an Eduard Hernsheim sorgte er damit sowohl bei Einheimischen als auch europäischen Neusiedlern für „Scherereien“.
Im August des Jahres führte die angespannte Lage zu einer Intrige Kleinschmidts gegen Reverend George Brown, auf den der Naturforscher wegen dessen naturkundlichen Sammlungen „eifersüchtig“ war. Der Geistliche besaß für Fahrten im Inselgebiet eine Dampfpinasse, mit der er bis zur Südostküste Neuirlands vordringen konnte. Kleinschmidt verfügte mit seinen stets nur befristet angeworbenen Ruderern über einen verengten Aktionsradius, der ihn über die Gazelle-Halbinsel nicht hinausbringen konnte. Dem „Pioneer Missionary and Explorer“ Brown war er an Mobilität chancenlos unterlegen. Zudem hatte Brown durch einheimisches Personal Zugang zum Hinterland.
Ähnliche Spannungen ergaben sich mit dem Ornithologen Otto Finsch, der ab August 1880 bei Hernsheim & Co auf Matupi zu Gast war. Von den Brüdern Hernsheim war Finsch zu kostenlosen Passagen in den Marshall-, Gilbertinseln und Karolinen verholfen worden. In naturkundlicher und ethnographischer Hinsicht besaß er vor Kleinschmidt einen deutlichen Wissensvorsprung.
In seiner Forschungstätigkeit wurde Kleinschmidt ab Mai 1880 von dem früheren Marquis-de-Rays-Kolonisten Friedrich Tetzlaff unterstützt. Als dieser sich im November von Hernsheim & Co abwerben ließ, nahm Kleinschmidt zum Ersatz zwei andere frühere Marquis-de-Rays-Kolonisten unter Vertrag, die Deutschen Becker und Schultz. Inwiefern sie den letzten naturkundlichen Studien noch Vorschub leisteten, ist unklar.

### Eskalation der Konflikte mit Utuan
Am 9. April 1881 brach Kleinschmidt von seinem Wohnhaus auf der Insel Mioko auf, um auf Utuan eine Rudermannschaft für eine nächste Exkursion anzuheuern. Über das Ziel und die Dauer der Fahrt wurden die Insulaner während des Gespräches nicht informiert. Vielmehr erfuhren sie erst am folgenden Mittag beim Eintreffen vor Kleinschmidts Wohnhaus durch einen Duke-of-York-Insulaner, dass der Forscher beabsichtigte, in einer mehrwöchigen Reise den gesamten Süden des Bezirks Birara (Gazelle-Halbinsel) zu erkunden. Als die Männer erklärten, für so lange nicht wegzuwollen, feuerte Kleinschmidt laut Angabe eines Einheimischen auf den Duke-of-York-Insulaner, der die Reisedauer mitgeteilt hatte, einen Schuss ab. Als die Rudermannschaft sich dennoch zum Gehen wandte, drohte Kleinschmidt, ihr zu folgen. Etwa eine Viertelstunde später setzte er bewaffnet mit seinen beiden Assistenten nach Utuan über.
Hier drangen Kleinschmidt, Becker und Schultz in ein Dorf ein, feuerten ins Gebüsch und drohten, die Ansiedlung zu zerstören. Laut Aussage eines einheimischen Zeugen sollten die „hinter Bäumen im Busch versteckten Eingeborenen [dies] hören“. Zufolge einer zweiten Aussage fand Kleinschmidt das Dorf verlassen und marschierte zu einem Versammlungsplatz. Nachdem er hier mehrere Schüsse abgegeben habe, sei er von den Bewohnern angegriffen und auf der anschließenden Flucht zum Strand verfolgt worden. Auch jetzt habe Kleinschmidt noch mehrfach gefeuert und schließlich durch seine Schüsse einen Utuan-Mann getötet. Becker, der laut späterer Beweisaufnahme bereits am Meeresufer angekommen war, sei nun durch den Hieb eines Tomahawks gefallen. Schultz sei wenige Minuten später ebenfalls erschlagen und Kleinschmidt als letzter getötet worden.

## Kleinschmidt in den Medien
Während Untersuchungen von SMS Habicht im August 1881 wurde der Tathergang ermittelt. Untersuchungsleiter Konsul Zembsch stellte abschließend fest, dass den Gewalttätigkeiten der Einheimischen eine „nicht unbedeutende Provocation Seitens des Dr. Kleinschmidt“ vorausgegangen sei. Hingegen zeichneten die Medien von Kleinschmidts Tod ein anderes Bild. Frau Kleinschmidt, die angeblich die Vorgänge auf Utuan vom Wohnhaus auf Mioko aus durch ein Fernrohr beobachtet hatte, meldete der Fiji Times, ihr Ehemann sei mit seinen beiden Assistenten bereits bei der Anlandung auf Utuan angegriffen worden. Von der Zeitung wurde dies ungeprüft übernommen, ebenso wie Frau Kleinschmidts Angabe, ihr Gatte habe vor dem Wohnhaus von Mioko keinen Schuss abgegeben. Vielmehr sei die angeworbene Rudermannschaft einfach „kommentarlos“ wieder abgefahren, nachdem Kleinschmidt mit seinen Vorbereitungen für die Exkursion begonnen hatte.

Falschmeldung über die Ermordung Kleinschmidts und Verwechslung mit Lord Lyttleton, Sydney Morning Herald, 29. Juli 1881

Erste briefliche Meldungen vom Tode Kleinschmidts wurden nach einer nächsten Ankunft des Pacific im Mai 1881 zu Hernsheim & Co nach Jaluit gebracht. Dort gingen sie an das deutsche Konsulat und über dieses (unvollständig) an Kommandant Maxwell, HMS Emerald. Vermengt mit Meldungen zur fast gleichzeitigen Ermordung des englischen Lord Lyttleton an der Nordküste Neubritanniens, bildeten diese Nachrichten die Grundlage für australische Zeitungsberichte über das gewaltsame Ende Theodor Kleinschmidts. In der Ausgabe vom 30. Juli 1881 behauptete der Australasian, dass der Naturforscher überhaupt nicht getötet worden sei, sondern es im Neubritannienarchipel nur ein einziges „Mordopfer“ gebe, bei dem es sich um den Engländer Lyttleton handele. Dieser sei in Landstreitigkeiten geraten und dann „Gräueltaten der Eingeborenen“ zum Opfer gefallen. Der Sydney Morning Herald, Maitland Mercury und South Australian Advertiser meldeten, Kleinschmidt sei „ermordet“ worden, dies aber, weil die Eingeborenen ihn mit Lyttleton verwechselt hätten.
Die Neue Deutsche Biographie (1979) übernahm die zuletzt genannten Angaben und stigmatisierte Lyttleton als „verhassten Engländer“. Die Enzyklopädie der Biographien (2000) bezog sich ebenfalls auf die betreffenden Meldungen, wie noch die Süddeutsche Zeitung im Juli 2008 in einer Rückschau, die feststellte, Kleinschmidts Tod sei einer „Verwechslung“ geschuldet gewesen. Für den Historiker Jakob Anderhandt bildet die Darstellung von Kleinschmidts Tod in den Medien ein exemplarisches Beispiel dafür, wie Mitteilungen von den Pazifik-Inseln, die im 19. Jahrhundert in die großen australbritischen Tageszeitungen gelangten, den Blick der westlichen Welt auf die Völker Ozeaniens prägten.

## Die melanesische Perspektive
Der Ethnologe Heinz Schütte erforschte auf einer Reise in die Duke-of-York-Gruppe (1987) die mündlichen Überlieferungen zum Tode Theodor Kleinschmidts. Laut Schütte ist in ihnen zwar eine „Version desselben Ereignisses“ zu erkennen, die aber mit den Interessen und Zielsetzungen europäischer Geschichtsschreibung nicht vereinbar sei. In der oralen Tradition der Inselgruppe gehe es vielmehr um lokal weitergegebene und ausschließlich regional gültige Geschichten, in denen in Verbindung mit Kleinschmidts Schicksal der Traum von einer „Befreiung von [kolonialer] Unterdrückung“ wachgehalten werde.
Am weitesten reiche die Stori Bilong Wanpela Man Nem Bilong em Toboalilu („Geschichte eines Mannes namens Toboalilu“). Darin brandschatzen Kleinschmidt und zwei Weiße in Abwesenheit des mächtigen big man Toboalilu dessen Zeremonienstätte und verbrennen sein Vermögen an Muschelgeld (diwarra). Von dem Anführer wird dies aus der Ferne bemerkt. Er schwimmt nach Utuan, vereitelt die Flucht von Kalimeta (Kleinschmidt) und dessen Gefährten, schlägt mit einem riesenhaften Stein, „drei Fuß mal drei Fuß groß“ deren Boot leck und schaut danach zu, wie Kleinschmidt und seine Begleiter von anderen Insulanern getötet werden.

Ort des Mioko-Massakers, zeitgenössische Darstellung in der Sydney Mail (1881)

Laut der vorgetragenen Version des Pastor Margret, die von Schütte aufgezeichnet wurde, wurde der Vorfall anschließend von „gewissen Leuten“ an die deutsche Kolonialverwaltung in Kokopo berichtet – die es in der historischen Wirklichkeit aber noch nicht gab. In der Geschichte Toboalilus sieht Schütte vielmehr die indigene Aufarbeitung des „Mioko-Massakers“, das im Mai 1881 unter Anführerschaft von Thomas Farrell mittels einer Allianz weißer Ansiedler der Duke-of-York-Inseln ausgeführt wurde. Mit dem Massaker sollte die angebliche Ermordung Kleinschmidts und der beiden Assistenten vergolten werden. Zweites Ziel war es, einen mutmaßlichen Ring von einheimischen Verschwörern zu zersprengen, der sich laut Farrell nach Kleinschmidts Tod gebildet hatte.
Am 14. Mai 1881 trieben Farrell und seine Truppen die nach Ulu geflüchteten Utuan-Leute mittels einer Füsillade an die Nordspitze der Insel, von wo die Verfolgten sich nur schwimmend oder in Kanus auf die See retten konnten. Auf Befehl Farrells eröffnete man von dem auf Reede liegenden Dampfer Genil das Gewehrfeuer und schickte mindestens fünfzig Insulaner in den Tod. Die mutmaßlichen „Mörder“ konnten sich nach Kerawara retten, wo sie sich in den Wipfeln hoher Kokospalmen versteckten.
Laut Pastor Margrets Überlieferung wird Toboalilu in einer solchen Palme auf Kerawara aufgespürt. Während in der historischen Wirklichkeit die letzten der mutmaßlichen „Mörder“ Kleinschmidts und die angeblichen Rädelsführer durch einen Stoßtrupp Farrells aus ihren Verstecken heruntergeschossen wurden, wird Toboalilu im Wipfel der Palme durch seine Freunde entdeckt. Er gibt sein Versteck freiwillig auf, nachdem ihm durch die Freunde berichtet worden ist, dass viele der eigenen Leute von der „deutschen Polizei“ bereits umgebracht wurden. Toboalilu stellt sich daraufhin freiwillig einem Scharfgericht der Kolonialverwaltung, doch prallen bei der Hinrichtung die Gewehrkugeln von ihm ab, weil er durch einen Iniet-Zauber geschützt ist. Erst als seine Freunde ihn beschwören und ihm offenlegen, dass er zum Tode bereit sein müsse oder die „Polizei“ seine gesamte Verwandtschaft sowie die restliche Bevölkerung Utuans niedermetzeln werde, schwindet Toboalilus Wut – und mit ihr der Zauber. Die nächsten Schüsse durchdringen Toboalilus Körper, er stirbt, doch bleibt er als Märtyrer der Duke-of-York-Inseln in deren Erzählungen lebendig.

## Wissenschaftliche Leistungen / Historische Würdigung

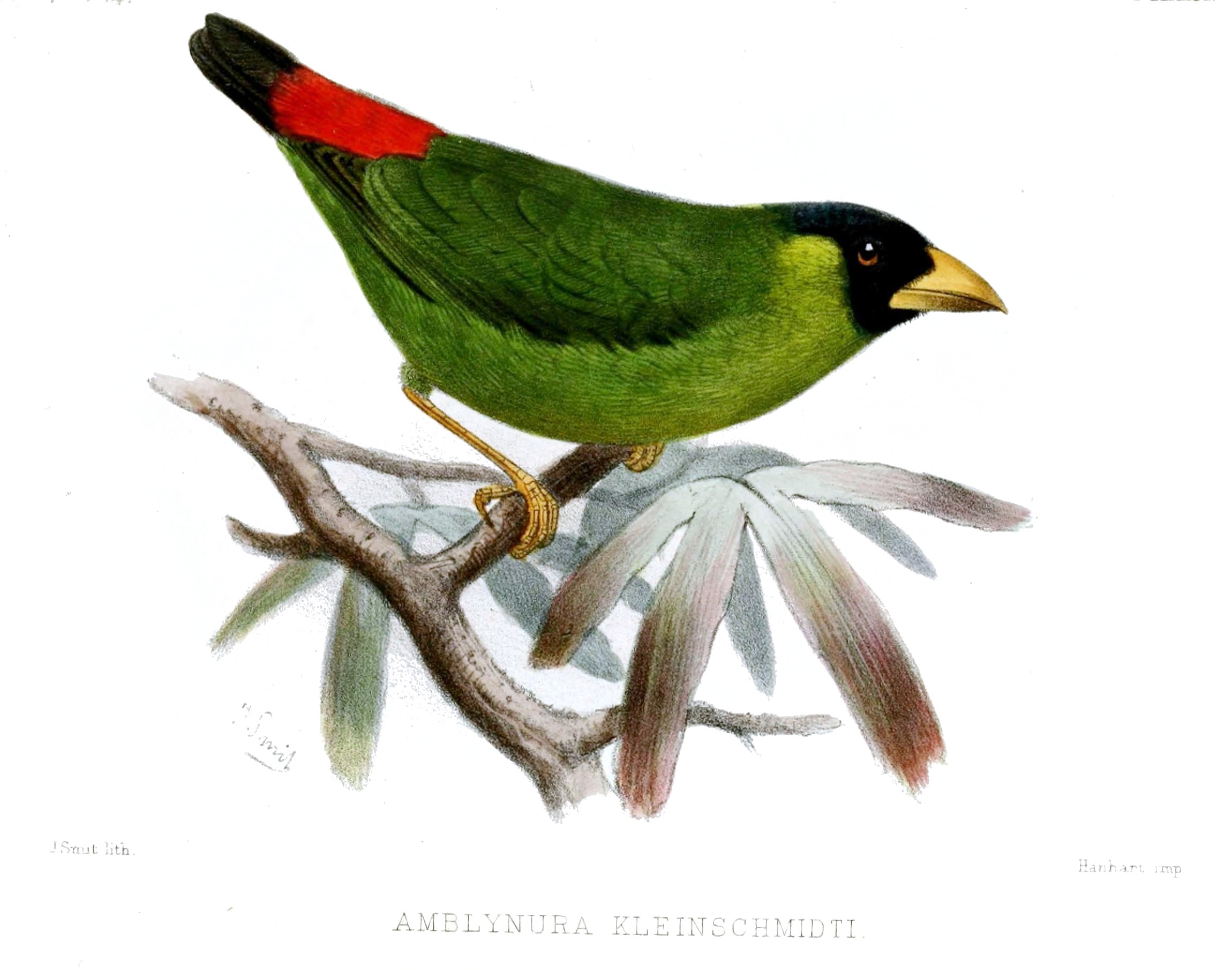
Die nach Theodor Kleinschmidt benannte Kleinschmidts Papageiamadine

Die Neue Deutsche Biographie würdigte Theodor Kleinschmidt als einen jener „naturforschenden Wegbereiter[.], die durch ihren Einsatz die floristische und faunistische Bestandsaufnahme der Erde während des 19. Jahrhunderts nachhaltig gefördert“ hätten. Das Museum Godeffroy habe von Kleinschmidt umfangreiches Sammelmaterial und selbstillustrierte Berichte erhalten. Für den Anthropologen Herbert Tischner ist Kleinschmidt ein Naturforscher „alten Schlages, bei dem sich aufs glücklichste gründliche naturwissenschaftliche Kenntnisse, Verständnis zum systematischen Sammeln und künstlerische Begabungen“ vereinigen. Da Kleinschmidts Nachlass aus der Zeit im Bismarckarchipel verschollen sei, müsse man notgedrungen Viti Levu als Tätigkeitsfeld des Forschers bezeichnen. Hier aber gebe es „nicht viele“, deren Aufzeichnungen und Sammlungen man im Hinblick auf ihre Gründlichkeit und ihren „immer gültigen Wert für die Völkerkunde“ jenen Theodor Kleinschmidts an die Seite stellen könne. Auch sei Kleinschmidts Sammelausbeute von Fidschi in historisch-ethnographischer Hinsicht bedeutsam, weil sie aus einer Zeit stamme, noch bevor die „totale Auflösung“ der alten Kultur Vitis um sich gegriffen habe.
Von Theodor Kleinschmidt stammt die heute einzige, bildliche Darstellung einer kompletten Statuierung einer Viti-Frau („Intimtatuierung“). Kleinschmidts Papageiamadine (Erythrura kleinschmidti), auch Schwarzmasken-Papageiamadine oder Schwarzstirn-Papageiamadine, wurde nach Theodor Kleinschmidt benannt.
Für die jüngere Forschung ist genauso Kleinschmidts Rolle im Vorfeld des Mioko-Massakers (1881) von Interesse. Detaillierte Untersuchungen über Kleinschmidts Jahre in den Vereinigten Staaten (1859 (?)–ca. 1871), eine Gesamtdarstellung seines Wirkens auf Fidschi (ca. 1873–1878) und Ergebnisse über seinen Aufenthalt in Australien (1879) stehen bisher aus.

## Nachlass
Nach Auflösung des Museum Godeffroy gingen die von Kleinschmidt gesammelten Objekte an das Museum für Völkerkunde in Hamburg, ferner an das Zoologische Museum Hamburg, das Museum für Völkerkunde in Leipzig und an die anatomischen Sammlungen der Universität Halle und der Humboldt-Universität zu Berlin. Neben den ethnographischen Beobachtungen und botanischen Sammlungen ist auch ein Teil von Kleinschmidts zoologischen Entdeckungen, unter anderem ein auf Fidschi vorkommender Fliegenfänger (Lamprochlia victoriae), im Journal des Museum Godeffroy beschrieben.
Ein Teil der handschriftlichen Notizen Kleinschmidts aus den Jahren auf Fidschi (Berichtszeitraum 1875–78) wurde vermutlich von Kapitän Carl Pöhl, der mit dem Verkauf der Sammlungen beauftragt war, nach Hamburg gebracht, wo die Dokumente an das dortige Museum für Völkerkunde gingen.

### Sekundärwerke
Deutsch
- Jakob Anderhandt: Eduard Hernsheim, die Südsee und viel Geld. MV-Wissenschaft, Münster 2012, Band 1. Kapitel „Unglückliche Gelehrte“ (S. 487–509) und „Verschiedentlich Besuch“ (S. 511–532), ISBN 978-3-86991-626-2.
- Die Forscher des Museum Godeffroy - Biographien, VIII. Johann Theodor Kleinschmidt (John Theodore Klinesmith) In: Abhandlungen des Naturwissenschaftlichen Vereines in Hamburg (Hg.). Birgit Scheps: Das verkaufte Museum. Die Südsee-Unternehmungen des Handelshauses Joh. Ces. Godeffroy & Sohn, Hamburg, und die Sammlungen „Museum Godeffroy“. Goecke & Evers, Keltern / Weiler 2005, ISBN 3-937783-11-3, S. 142–155, Inhaltsverzeichnis (PDF) PDF.
- Adolf Kleinschmidt: Kleinschmidt, Theodor. In: Neue Deutsche Biographie (NDB). Band 12, Duncker & Humblot, Berlin 1980, ISBN 3-428-00193-1, S. 5 (Digitalisat).
- Herbert Tischner: „Beiträge zur Ethnographie des alten Viti Levu und Vanua Levu nach unveröffentlichten Notizen und Zeichnungen Theodor Kleinschmidts aus den Jahren 1875–1878“. In: Beiträge zur Völkerforschung: Hans Damm zum 65. Geburtstag. Akademie-Verlag, Berlin 1961, S. 665–681.
- Nekrolog. In: Richard Kiepert (Hrsg.): Globus. Illustrierte Zeitschrift für Länder- und Völkerkunde, Band 41. Friedrich Vieweg & Sohn, Braunschweig, 1882, S. 175, Universitätsbib. d. Humboldt-Universität Berlin

Fremdsprachlich
- Marc Rochette: On the Meaning of Burekalou, a.k.a. ‚Model Spirit House‘ from Fiji. In: Anthropology and Aesthetics, Nummer 44 (Herbst 2003), S. 70–98.
- Aubrey L. Parke: The Waimaro Carved Human Figures: Various Aspects of Symbolism of Unity and Identification of Fijian Polities. In: The Journal of Pacific History, Band 32, Nummer 2 (Dezember 1997), S. 209–216.
- Heinz Schütte: „Stori Bilong Wanpela Man Nem Bilong Em Toboalilu“. The Death of Godeffroy’s Kleinschmidt, and the Perception of History. In: Pacific Studies. Band 14, Nummer 3 (1991), S. 69–96.
- Fergus Clunie. Theodore Kleinschmidt. In: Domodomo. The Scholarly Journal of the Fiji Museum, Band 2, Nummer 4 (1984).
- T. T. Barrow: „Human Figures in Wood and Ivory from Western Polynesia“. In: Man, Band 56 (Dezember 1956), S. 165–168.